# Soest (Países Baixos)
Soest é um município dos Países Baixos, situado na província da Utreque. Tem 46,43 km² de área e sua população em 2020 foi estimada em 46.842 habitantes.